# Sanduhrtrommel

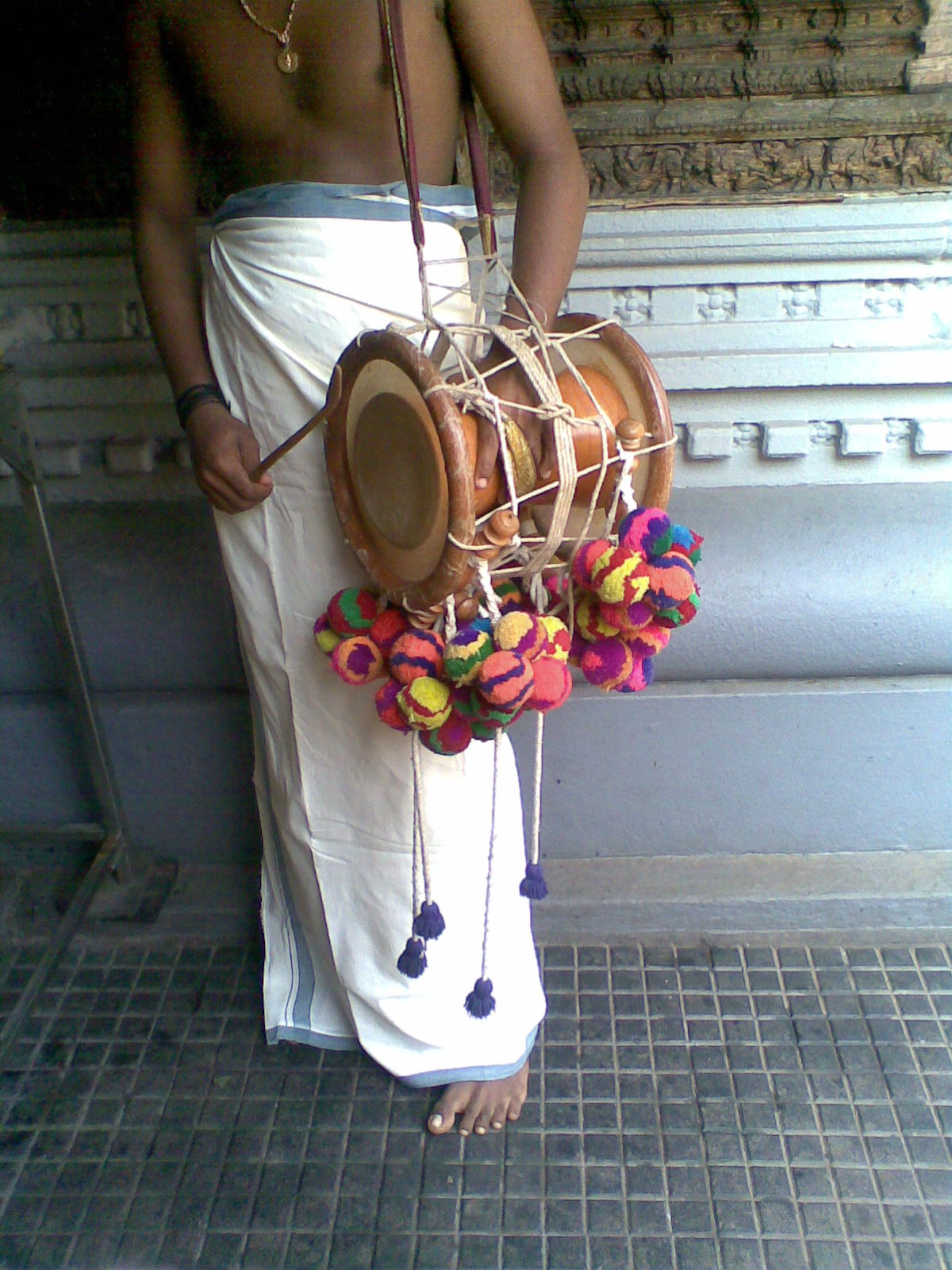
In der hinduistischen Zeremonialmusik im südindischen Bundesstaat Kerala gespielte idakka. Die Membranen sind auf Ringe aufgezogen.

Sanduhrtrommeln, seltener Stundenglastrommeln, englisch hourglass drums, bilden eine Gruppe von ein- oder meist zweifelligen Röhrentrommeln, bei denen der mittlere Durchmesser kleiner ist als die beiden Enddurchmesser. Daraus ergibt sich die an eine Sanduhr erinnernde Form. Sanduhrtrommeln werden ein- oder beidseitig mit gebogenen Stöckchen oder mit den Händen geschlagen. Die Membranen einfacher Sanduhrtypen sind über den Korpusrand gebogen und aufgeklebt, festgenagelt oder durch nachjustierbare Spannschnüre an der gegenüberliegenden Seite fixiert. Bei komplizierteren Typen sind die beiden Membranen auf Ringe aufgezogen und bilden zwei Scheiben, die lose auf den Korpusenden aufliegen und nur durch die Verspannung in ihrer Position gehalten werden. Diese verläuft im Unterschied zu zylindrischen und fassförmigen Röhrentrommeln mit Abstand zum Korpus, sodass sich während des Spiels durch seitlichen Druck auf die Schnüre die Tonhöhe um mehrere Notenwerte verändern lässt.
Sanduhrtrommeln sind in Südasien, Ostasien und Afrika verbreitet. Die meisten asiatischen Sanduhrtrommeln besitzen seit ihrer ersten Erwähnung in Mesopotamien im 3. Jahrtausend v. Chr. eine religiöse oder magische Bedeutung. In Indien setzen Straßenmusiker kleine sanduhrförmige Rasseltrommeln („Affentrommeln“) zur Begleitung ihrer Lieder ein. In Neuguinea begleiten aus einem Stammabschnitt gefertigte einfellige Sanduhrtrommeln (kundu) traditionelle Gruppentänze und in Westafrika zählen zweifellige Schnurtrommeln gemäß ihrer Funktion zu den Sprechtrommeln.

## Herkunft

### Vorderasien
Die ältesten namentlich und von Abbildungen bekannten Sanduhrtrommeln stammen aus Mesopotamien. Auf Keilschrifttafeln lautet im 3. Jahrtausend v. Chr. die verbreitetste Bezeichnung für Trommeln in der sumerischen Sprache UB, im späteren Akkadischen wurde daraus uppu. Dieses Wort in der Grundbedeutung „Schlag“ kann sich auch auf „Herzschlag“ beziehen und steht damit als Urgeräusch des lebendigen Menschen im Zusammenhang mit der Schöpfung, wie sie Gott Enki vollbrachte. Das Wort kommt allgemein in der Verbindung SU UB vor, wobei das Präfix für Haut oder Membran steht und UB entsprechend eine innen ausgehöhlte oder eine etwas umschließende Form bezeichnen müsste. Nach frühen Ideogrammen zu urteilen, war eine solche Trommel zylindrisch und einfellig.
Eine weitere sumerische Bezeichnung für eine Trommel war BALAG, worunter in früher Zeit möglicherweise Musikinstrumente allgemein und mit dem Zusatz GIŠ.BALAG (giš, „Holz“) Saiteninstrumente verstanden wurden. Das Ideogramm für BALAG zeigt eine sanduhrförmige Trommel mit zwei Fellen, die waagrecht an einem Schultergurt hängend mit beiden Händen geschlagen wurde. Ein Rollsiegelabdruck aus Ur stellt eine Musikantengruppe mit Leier, Flöte, Rassel und einem Trommler dar, der sein Instrument in derselben Spielposition mit zwei Stöcken schlägt. Die Sanduhrtrommel BALAG wurde beim Tempelritual für Enki gespielt, der unter anderem als Gott der Musiker galt und dessen Name gelegentlich mit dem Zeichen der Trommel wiedergegeben wurde. Es gab eine kleinere Variante der Sanduhrtrommel namens BALAG.TUR, bei der das Suffix tur eine Verkleinerungsform darstellt, analog zum Jagdbogen GIŠ.BAN, der als BAN.TUR zum kleineren Musikbogen, dem ältesten Saiteninstrument wurde. Die Sanduhrtrommel bestand vermutlich in ihrer primitivsten Form aus zwei verbundenen Schädeldecken und gehörte zur Gruppe der alten magischen Ritualtrommeln wie etwa der in der tibetischen Kultmusik gebrauchten Schädeltrommel chang teu und der heiligen hölzernen Sanduhrtrommel damaru, die in Indien als Attribut Shivas dargestellt wird. Die sumerische Sanduhrtrommel wurde zur Verehrung der Götter gespielt und verstärkte die Ausdruckskraft des religiösen Gesangs. Aus einem hethitischen Ritualtext von etwa 1300 v. Chr. geht hervor, dass katraš-Frauen (Zimbel-Spielerinnen) die Trommel (BALAG) geschlagen und so die Götter herbeigerufen hätten. Im Akkadischen hieß die Trommel balaggu, balangu, palagga oder pelaggu. Davon abgeleitet sind die aramäische Bezeichnung palgah und syrisch pelagga. Ihr Korpus bestand aus Holz. Die Membranen wurden anfangs noch nicht mit Schnüren miteinander verspannt, sondern vermutlich an Holzdübeln fixiert.
Die ausführlichste zeitgenössische Beschreibung eines sumerischen Tempels und zugleich der längste zusammenhängende Text in sumerischer Sprache ist auf zwei großen Tonzylindern eingraviert, die im wiederaufgebauten Tempel des Gottes Ningirsu von Girsu im Gebiet Lagaš in Südmesopotamien deponiert waren. Um 2100 v. Chr. ließ der Priesterkönig Gudea den Tempel prächtig ausgestalten. Die Keilschrift auf dem ersten Zylinder beinhaltet zu Beginn, wie Gudea im Traum die göttliche Idee zum Tempelbau erhielt, wie er beauftragt wurde, ein heiliges Schwert, einen Streitwagen und eine Trommel für Ningirsu anfertigen zu lassen. Die Trommel BALAG wurde in die Fürsorge eines bestimmten Priesters gegeben, der allein das Recht besaß, sie zeremoniell einzusetzen und der als Titel den Namen des Instruments trug. Die BALAG scheint recht laut geklungen und folglich groß gewesen zu sein, denn ihr Schlag wurde mit dem Gebrüll eines Ochsen verglichen.
Ein Siegelabdruck aus der Akkadzeit (24./23. Jahrhundert v. Chr.) zeigt neben der sitzend dargestellten Göttin Ištar einen Altar in der Form einer stehenden schlanken Sanduhrtrommel, auf der Opfergaben abgelegt sind. Die besondere Beziehung der BALAG zur mesopotamischen Hauptgöttin geht auch aus einem Keilschrifttext hervor, worin das Auftauchen eines anderen, Balag.DI genannten Trommeltyps vor der Göttin bei der Leberschau als günstiges Zeichen gewertet wird. BALAG.DI, akkadisch timbūttu oder timbpūtu, war vermutlich eine kleinere sanduhrförmige Trommel, die speziell zur Gesangsbegleitung verwendet wurde. Ein elamitisches Siegel von etwa 1200 v. Chr. zeigt musizierende Tiere mit einer Harfe, Doppelpfeife und einer BALAG.DI in den Pfoten eines Löwen. Die Frage, ob unter dem Namen BALAG neben der entsprechenden Gruppe von Trommeln auch Saiteninstrumente gemeint sein konnten, verbindet Francis W. Galpin mit der zweiten Bedeutung des Wortes timbūttu als eine Art Cricket, das zur Akkadzeit gespielt wurde. Das bei einem derartigen Ballspiel erzeugte Geräusch hat mit einem Trommelschlag, aber nicht mit einem Saiteninstrument zu tun. Timbūttu egli ist folglich mit „Harfe auf dem Feld“ falsch übersetzt, stattdessen ahmen die bei der timbūttu mit einem feilenartigen Stab angeriebenen harten Spannhäute zwischen den beiden Membranen nach dem Prinzip der Schnur-Reibetrommeln das Spielgeräusch nach. Die Membranen durch Seitwärtsbewegung der Spannschnüre anzuregen gehörte bei der BALAG.DI folglich zur Spielweise. Sie steht damit in Verbindung mit den heutigen indischen Zupftrommeln (ektaras) und den Reibetrommeln, die aus Asien nach Europa gelangten. Eine kleine Reibetrommel in Spanien heißt chicharra, wie das spanische Wort für Cricket und für Zikaden. Die Insekten besitzen ein Trommelorgan (Tymbal, von griechisch kymbalon, „Zimbel“, veraltet für „Rahmentrommel“), das aus leicht gebogenen Plättchen besteht, die am Hinterleib des Insekts in Bewegung versetzt werden und ein charakteristisches hohes Schnarrgeräusch hervorbringen. Der Rahmentrommelspieler produziert ein ebensolches Geräusch wie der „Gesang der Zikaden“, wenn er mit dem Handballen über die Membran reibt.
Eine ähnliche Bedeutung im Ritual wie die BALAG besaß die sumerische LILIS (akkadisch lilissu). Sie war eine Kesseltrommel mit einem Korpus aus Bronze. Aus Metall bestand auch der Korpus der DUB. Auf dieses Wort scheinen die kleine indische Kesseltrommel duggi (dugi, eine Tontopftrommel der Baul), die in den Veden häufig erwähnte dundubhi, die budbudika (ein anderer Name für die Sanduhrtrommel damaru) und die georgische Zylindertrommel dabdabi (heute doli) zurückzugehen. BALAG und DUB bezeichneten ferner Abstraktionen wie „Wehklage“ und „Gejammer“. Zur Zeremonialmusik am Ningirsu-Tempel von Lagaš gehörten neben der heiligen Trommel BALAG die wesentlich größere, hochkant stehende Rahmen- oder Zylindertrommel A.LA, die von zwei Männern gespielt wurde, und das Blasinstrument SĪM.DA. Im 8. Jahrhundert v. Chr. spielten zu Ehren der Göttin Ištar eine kleine Trommel uppu, eine Kesseltrommel lilissu, ein Doppelrohr-Blasinstrument ḫalḫallatu, eine runde Rahmentrommel manzu und eine balaggu zusammen.
In frühislamischer Zeit gab es laut der Abhandlung von al-Mufaḍḍal ibn Salama († um 904) die gewöhnliche Trommel ṭabl, die Bechertrommel kabar und die zweifellige sanduhrförmige kūba, von der bereits Anfang des 7. Jahrhunderts gesagt wurde, dass sie von Muslimen nicht gespielt werden darf. Die kūba ist auf einer Miniatur aus dem 14. Jahrhundert zu einem Buch des arabischen Erfinders al-Dschazarī (12. Jahrhundert) abgebildet. Al-Dschazarī konstruierte unter anderem eine mit Wasserkraft angetriebene Uhr, auf deren Abbildung vier sitzende Musikanten zu sehen sind, die außer der Sanduhrtrommel die Laute ʿūd, die Rahmentrommel dāʾira und die Flöte quṣṣāba spielen. Eine persische Quelle aus dem 12. Jahrhundert erwähnt eine lange Reihe von Musikinstrumenten, darunter die senkrechte Winkelharfe tschang, die Stachelfidel kamantsche, die Rahmentrommel dāʾira, die Bechertrommel tombak und die genannte Sanduhrtrommel kōba. Zum Musizieren im Freien kamen unter anderem die Trichteroboe surnay und die Kesseltrommel kōs hinzu. Beim andalusischen Gelehrten al-Shakundi († 1231/32) findet sich die Bezeichnung akwāl für eine Trommel, die wohl eine der in der heutigen arabischen Musik weit verbreiteten Bechertrommeln war. Ihr Name ist in der berberischen Volksmusik im Maghreb als agwāl, tagwalt oder gwāl überliefert. Im marokkanischen Atlasgebirge heißt so eine seltene, kleine sanduhrförmige Tontrommel, die ebensolche ġūwāl (Pl. gwāl) wird im Norden Marokkos unter anderem zusammen mit der Zupflaute gimbri im Besessenheitsritual des weiblichen Geistes Aisha Qandisha eingesetzt.
Unter den altägyptischen Musikinstrumenten finden sich keine sanduhrförmigen Trommeln. Der älteste ägyptische Musiker war der in einer Abbildung aus der 4. Dynastie vor seiner Herrin sitzende Hausverwalter Merj, der auf einer, der heutigen darbuka ähnlichen Bechertrommel spielte und dazu sang. Ab dem Neuen Reich gab es professionelle Musiker, die zur Gesangs- und Tanzbegleitung die Röhrentrommel tnb spielten, deren Felle miteinander verschnürt waren. Nach dem 11. Jahrhundert v. Chr. kamen durch vorderasiatische Einflüsse elegant gewölbte, zweifellige Fasstrommeln hinzu. Eine Verbindung zwischen den frühen asiatischen und den heutigen afrikanischen Sanduhrtrommeln lässt sich nicht herstellen.

### Südasien

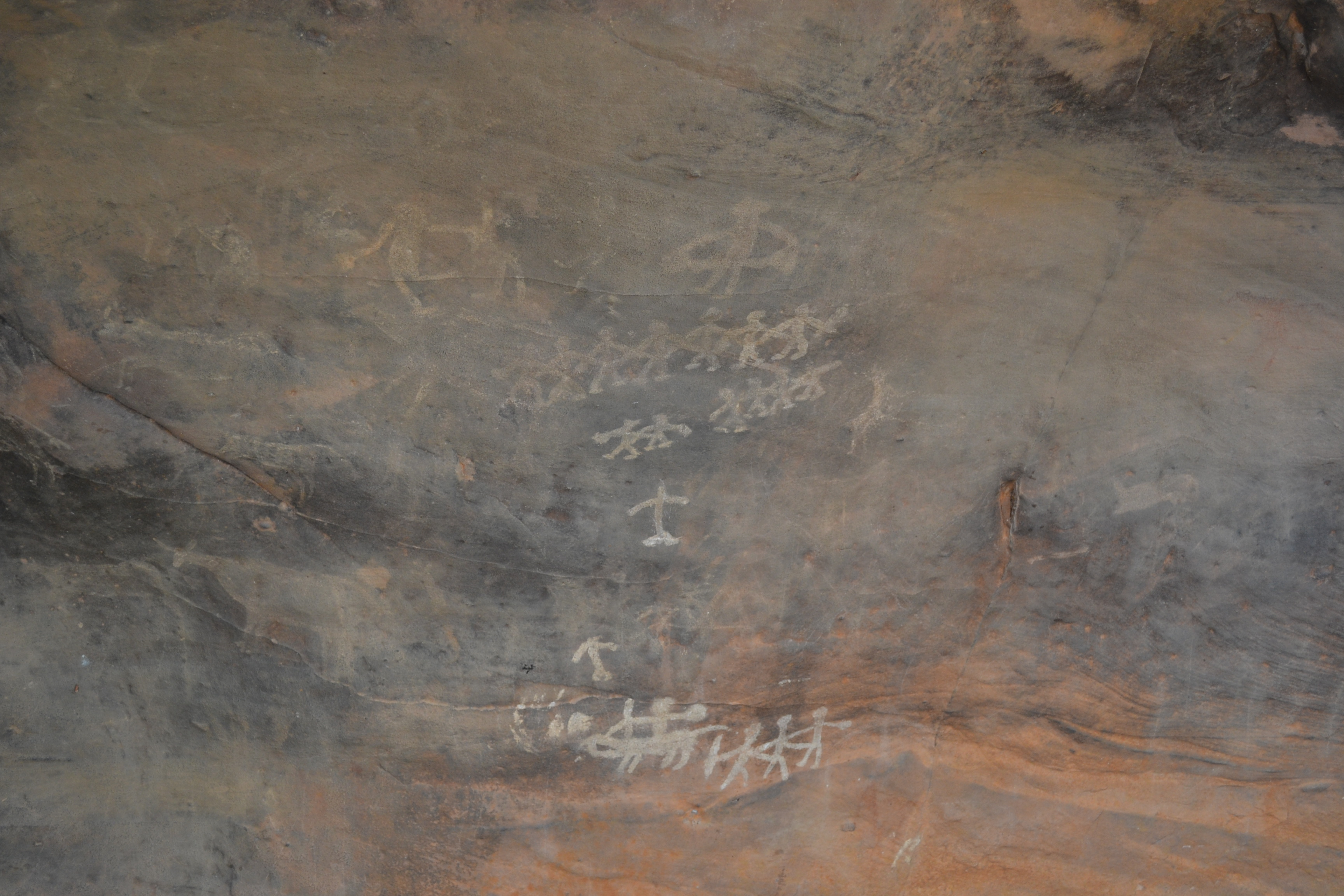
Felsmalerei in Bhimbetka, Indien. Tanzgruppe, darüber in der Mitte größere Figur mit Sanduhrtrommel

Die frühesten Darstellungen von mutmaßlichen Sanduhrtrommeln in Südasien sind auf Terrakotta-Siegeln mit Tier- und Menschenfiguren der chalkolithisch-bronzezeitlichen Indus-Kultur (um 2800–1800 v. Chr.) erkennbar, die in den unteren Schichten von Mohenjo-Daro und Harappa gefunden wurden und als Siegelamulette klassifiziert werden. Auf einem Siegel steht eine Gruppe von männlichen und weiblichen Musikern und Tänzern beisammen. Ein Mann steht mit einer langen, mit ausgestreckten Armen waagrecht vor dem Körper gehaltenen Röhrentrommel neben einem Tiger. Eine der Musikerinnen aus Harappa, die als „Muttergöttin“ gedeutet wird, trägt eine Sanduhrtrommel unter dem linken Arm. Eine ähnliche weibliche Figur stammt aus Mohenjo-Daro. Eine kniende männliche Tonfigur hält einen flachen runden Gegenstand vor der Brust, offensichtlich eine Rahmentrommel, die heute als daira oder daf auch in Pakistan gespielt wird.
In den im zentralindischen Bundesstaat Madhya Pradesh gelegenen Felsgrotten von Bhimbetka blieben Malereien erhalten, die vom Mesolithikum (älter als 5000 v. Chr.) bis in historische Zeit datiert werden. Neben zahlreichen Tierdarstellungen gehören hierzu Szenen mit Ritualtänzern, Harfenspielern und Trommlern. Weitere Felszeichnungen, die Sanduhrtrommler darstellen, finden sich in den etwa 200 Kilometer von Bhimbetka entfernten Höhlen von Pachmarhi.
Größere Abbildungen von indischen Sanduhrtrommeln sind 2000 Jahre jünger und gehörten zu buddhistischen Kultorten. Auf einem Relief aus der Mitte des 2. Jahrhunderts v. Chr., das zum südlichen Tor (torana) des Steinzauns am Stupa von Bharhut (bei Satna im Norden von Madhya Pradesh) gehörte, ist eine Tanzszene abgebildet. Neben einer Gruppe von Musikerinnen sind vier frontal dem Betrachter zugewandte graziöse Tänzerinnen, die als Apsaras auftreten, in unterschiedlichen Körperhaltungen dargestellt. Die am Boden sitzenden Musikerinnen verbergen mit ihren Körpern weitgehend ihre Instrumente. Dennoch sind eine senkrechte Trommel, eine waagrecht über die Knie gelegte zweifellige Röhrentrommel und eine kleine sanduhrförmige Trommel auszumachen. Letztere wird mit dem linken Oberarm gegen den Oberkörper gedrückt und einseitig mit der rechten Hand geschlagen, wie es heute noch bei indischen Sanduhrtrommeln üblich ist. Die Gruppe tanzt und musiziert laut Inschrift zu Ehren der Götter. Auf einem Medaillon am Steinzaun (vedika) reiten mehrere Affen auf einem, den mittleren Bereich ausfüllenden Elefanten. Auf der rechten Seite schlägt ein stehender Affe mit einem geraden Stöckchen eine Sanduhrtrommel, die er sich an einem Gurt um die Schulter gehängt hat. Dies ist eine alternative Spielposition der indischen Sanduhrtrommeln. Erkennbar ist eine dichte Verschnürung mit einer Schlinge um die Taille des Instruments, die zusammengezogen werden kann, um die Membranspannung und damit den Ton zu erhöhen. Die Affenmusiker stehen eher für weltliche Sinnenfreude als für religiöse Ernsthaftigkeit. Eine Musikgruppe mit Sanduhrtrommeln, Tontöpfen (ghatam) und Schneckenhörnern (shankha) ist auch am Osttor des Stupas von Sanchi aus dem 1. Jahrhundert v. Chr. zu sehen. Am dortigen Westtor marschieren vier Trommler, einer davon mit einer Sanduhrtrommel, an der Spitze einer Prozession. Den Mittelpunkt der Szene bildet der Bodhi-Baum, unter dem Buddha Erleuchtung fand nebst dessen leerem Thron. Den Kontrast zu den geordnet dastehenden Musikern auf der linken Seite bildet rechts das übelwollende chaotische Heer Maras.
Viele Reliefs an den Stupas behandeln mythologische Erzählungen aus dem Leben Buddhas (Jatakas). Auf einem äußerst plastisch gestalteten, kreisrunden Kalksteinrelief aus dem 2. Jahrhundert n. Chr., das sich einst an der Umzäunung des Stupas von Amaravati befand, spielt in einer Szene aus dem Mugapakkha-Jataka ein Ensemble in einer Besetzung zusammen, die für Theateraufführungen üblich war. Die drei Trommler schlagen die senkrecht stehende Röhrentrommel muraja, die Fasstrommel dardara und die Sanduhrtrommel panava. Für die Melodie sorgen drei Bogenharfen (vina), zwei Flöten (vamsha vādaka) und eine Sängerin (gāyikā), wie es dem Natyashastra zu entnehmen ist. Bis auf den König und seinen Sohn in der oberen Mitte sind alle abgebildeten Personen Frauen. Ort des Geschehens sind die Frauengemächer des Palasts.

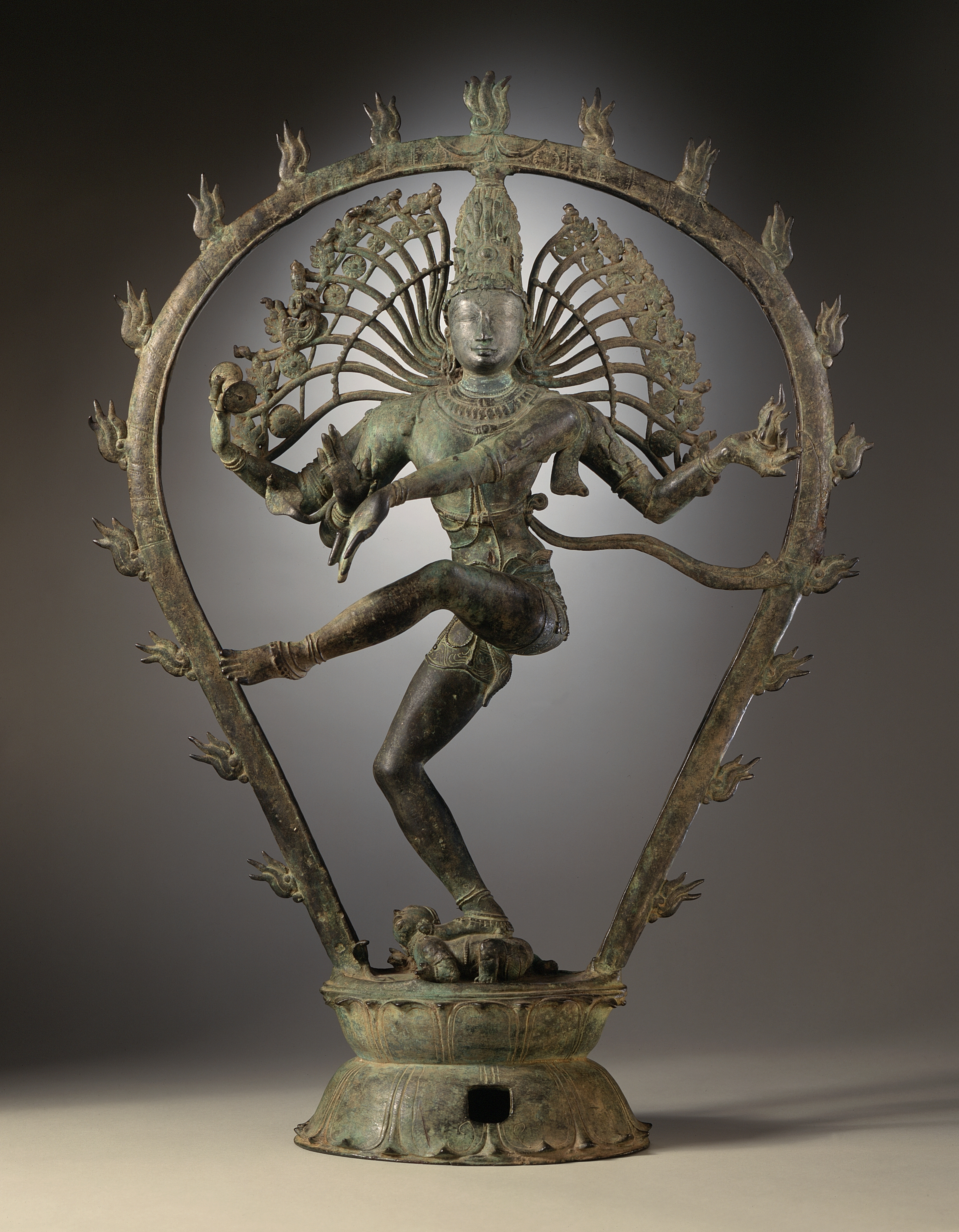
Tanzender Shiva als Nataraja mit dem damaru in der rechten oberen Hand

In Südasien bilden Membranophone (sanskrit avanaddha vadya) seit der um die Zeitenwende im Werk Natyashastra zusammengefassten altindischen Musiktheorie Gandharva-Veda eine der vier Gruppen von Musikinstrumenten. Avanaddha („bedeckt“) bedeutet, dass ein Gefäß oder ein Rahmen mit einer Membran überdeckt ist. Die am häufigsten erwähnten Trommeln waren neben der als Kriegstrommel verwendeten dundubhi im 1. Jahrtausend v. Chr. die aus Ton hergestellten mridangas (mrid, „Ton“, „Erde“), von denen Bharata Muni, der Verfasser des Natyashastra, wiederum drei Typen unterschied: Der ūrdhvaka genannte Typ soll wie ein Gerstenkorn ausgesehen haben, gehörte also zu den länglichen Doppelkonustrommeln. Āngkika dürften nach der Beschreibung stärker gerundete Doppelkonustrommeln gewesen sein und ālingya hießen vermutlich konische oder sanduhrförmige Trommeln. Zur Gruppe der Trommeln mit einem hölzernen Korpus (pushkaras) gehörten der senkrecht aufgestellte muraja von nicht weiter beschriebener Form, der fassförmige dardara und der sanduhrförmige panava. Die Felldurchmesser betrugen acht angula (zwölf angula waren ein vitasti, eine Handspanne) auf der einen und fünf angula auf der anderen Seite bei einem Mittendurchmesser von vier angula. Daneben gab es eine dritte Gruppe von Trommeln, die nur zu bestimmten Anlässen und nicht in den üblichen Orchestern eingesetzt wurden.
Auf einem Relief in Höhle 7 der buddhistischen Aurangabad-Höhlen (nahe Aurangabad) wird eine Tänzerin von Musikerinnen begleitet, die auf beiden Seiten sitzen. Die Figur am linken Rand spielt eine Sanduhrtrommel, die sie mit der linken Hand auf ihrem linken Oberschenkel hält und mit der rechten Hand schlägt. Die nach rechts folgenden Frauen spielen Querflöte, Zimbeln, eine mit einem Stock geschlagene Zylindertrommel und weitere Trommeln. Bei ähnlichen Szenen verzichten die Musikerinnen gänzlich auf Melodieinstrumente, teilweise sind Gegenschlagstäbe zur rhythmischen Begleitung ausreichend. Eine Wandmalerei in der Höhle 6 von Ajanta, einem buddhistischen Kloster (vihara) aus dem 6. Jahrhundert, ist eine Tanzszene aus einem Jataka dargestellt. Die Frauen spielen zwei Querflöten (vamsha), eine senkrecht stehende Fasstrommel und Zimbeln (tala). Eine große Sanduhrtrommel (panava) ist nur noch schlecht erkennbar. Die Zimbeln sorgen für den Grundschlag, an dem sich die Tänzerin orientiert, während die Trommeln rhythmisch improvisieren können. Sanduhrtrommeln bieten die besondere Freiheit, dass sich die Tonhöhe während des Spiels durch Zusammendrücken der Spannschnüre in einem weiten Bereich verändern lässt. Die Fähigkeit, einen dem Spiel der Flöte oder Bogenharfe in der Höhe angepassten Schlusston produzieren zu können, wird laut dem Natayshastra von einem Trommler verlangt. Er muss die Technik beherrschen, die Tonhöhe den Melodieinstrumenten anzupassen. Vorbildlich demonstriert dies ein sitzender Musiker auf einem Relief am Stupa II von Nalanda aus dem 6./7. Jahrhundert, der eine Sanduhrtrommel mit dem gestreckten linken Unterarm gegen seinen Bauch presst und sie mit der leicht gewölbten rechten Hand schlägt. Die zweite Spielweise demonstriert ein stehender Musiker auf einem Relief am hinduistischen Sonnentempel im ostindischen Konark aus der Mitte des 13. Jahrhunderts. Seine Trommel hängt an einem Schultergurt. Die rechte Hand hat er zwischen Spannschnüre und mittlere Querschlinge gesteckt und kann so die Trommel nach unten drücken, um den Ton zu erhöhen und sie anheben, um die Spannschnüre zu lockern.

## Verbreitung

### Südasien

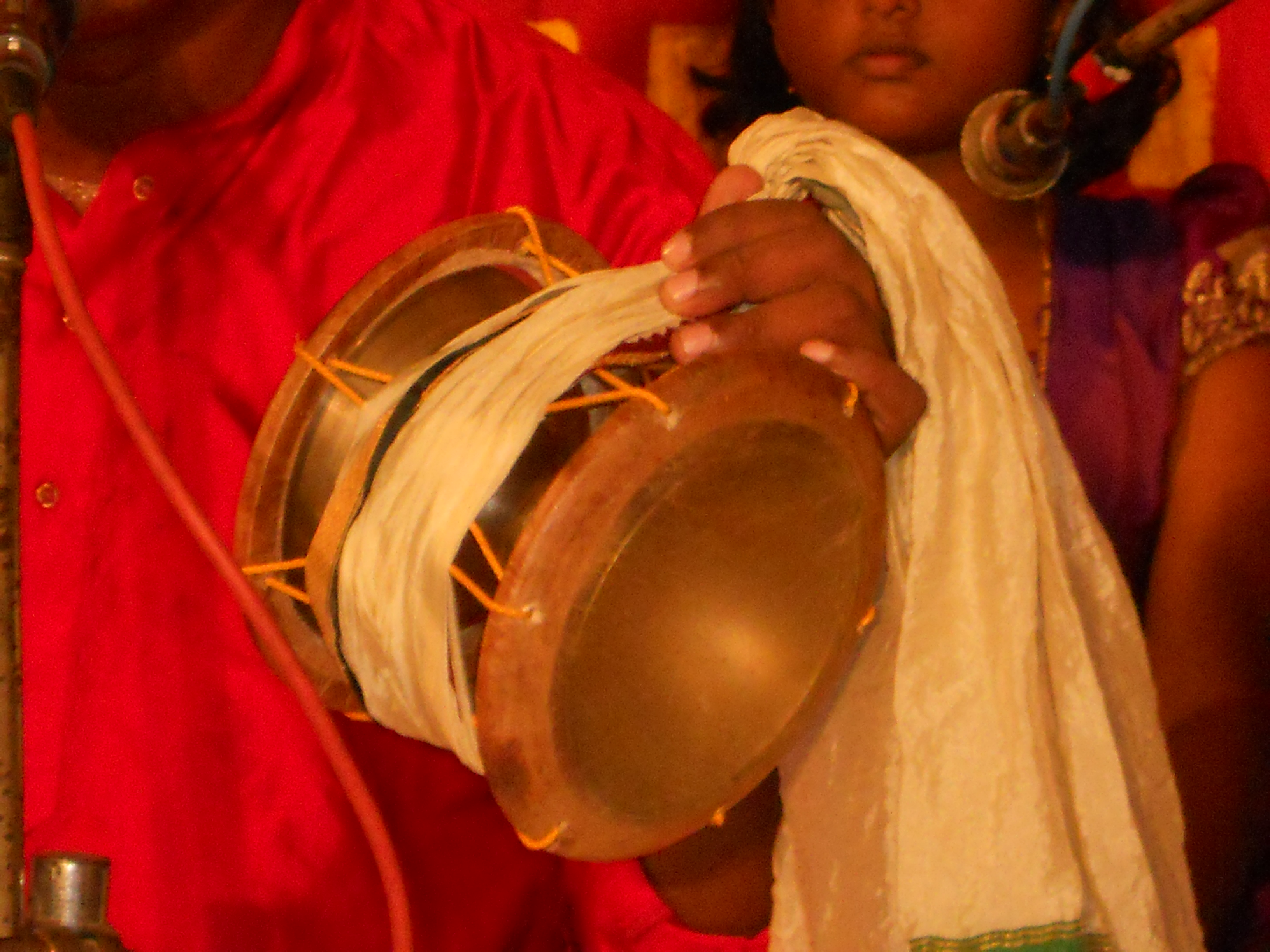
Die südindische Tempeltrommel udukai gehört zum Kult der Muttergöttin Mariyamman.

Die religiöse Bedeutung der indischen Sanduhrtrommeln geht auf die damaru zurück, die als Attribut Shivas und anderer Götter gilt. Wenn Shiva in Gestalt des Nataraja erscheint, führt er den kosmischen Tanz (tandava) auf, mit dem er den ewigen Zyklus von Werden und Vergehen in Gang setzt. In seiner rechten oberen Hand hält er eine kleine Sanduhrtrommel, auf seiner linken Handfläche lodert eine Flamme und die beiden übrigen Hände zeigen unbewaffnet nach unten. In die mittelalterliche tibetisch-buddhistische Ritualmusik gelangte die damaru (tibetisch rnga chung) als Doppelschale aus zwei Schädelknochen, zusammen mit der Röhrenknochentrompete rkang dung und metallenen Trompeten.
Zwei an einer Schnur hängende Schlagsteinchen werden durch schnelle Drehung des Handgelenks in Bewegung versetzt und erzeugen auf den Trommelfellen der damaru ein prasselndes Geräusch. Ebenso funktioniert die dugdugi genannte, sanduhrförmige Rasseltrommel. Mit ihr kündigen Straßenhändler ihre Anwesenheit an. Für hinduistische Tempelrituale der Brahmanen vor dem Altar der Gottheit sind nur metallene Idiophone (ghana) erlaubt. Dies sind flache Gongs (jagate), Zimbeln (tala) oder Stielglocken (ghanta). Nur ausnahmsweise darf in Shivatempeln eine damaru verwendet werden.
Auf einer zweiten sozialen Ebene praktizieren nichtbrahamische Kastengruppen Besessenheitsrituale und die Beschwörung von Geistern (Bhutas) und Regionalgottheiten (Devas), wobei Sanduhrtrommeln mit V-förmiger Schnurverspannung die geeigneten Gesangsbegleiter sind. Bei einer Besessenheitszeremonie der Mina, einer Ethnie im Süden Rajasthans, treten anfangs zwei Sänger auf, die sich mit der Sanduhrtrommel dhak und einem Messingteller (thali) als Flachgong begleiten. Gesang und Perkussionsinstrumente unterstützen die Teilnehmer dabei, einen hypnotischen Zustand zu erreichen.
In den Regionen Kumaon und Garhwal im Bundesstaat Uttarakhand am Südrand des Himalaya ist eine etwas größere Sanduhrtrommel von etwa 25 Zentimetern Länge ohne Klöppel, die mit der rechten Hand geschlagen wird, unter dem Namen hurka bekannt. Hurkiya heißen die stets männlichen Sänger, die eine Unterkaste der Dalits bilden und ihren epischen Gesang mit der Sanduhrtrommel begleiten. Die Lieder selbst werden hurkiya bol („Lieder der Hurkiya“) genannt und zur Unterhaltung für Frauen vorgetragen, während diese gemeinschaftlich auf Nassreisfeldern die Jungpflanzen aussetzen. Die hurka wird wie die ähnlich große daunr in Garhwal für die Unterhaltungsmusik und für Besessenheitszeremonien in geschlossenen Räumen verwendet. Zum Spiel beider Trommeln gehört wie in Rajasthan ein mit Stöckchen schnell geschlagenes thali, das eine Art höheren Bordunton zu den variantenreicheren Trommelschlägen ergänzt.
Ähnlich große Sanduhrtrommeln, die in der nord- und südindischen Volksmusik gespielt werden, heißen hurukka, hudukka, udukkai, deru oder dhaak. Bei allen werden die Membranen nach dem Vorbild der damaru über einen hölzernen Korpus gezogen. In der alttamilischen Sangam-Literatur (bis etwa zum 5. Jahrhundert n. Chr.) kommen unter anderem die heute noch gebräuchlichen Bezeichnungen utukkai, itakkai und timilai vor. Es gibt zahlreiche regionale Varianten, teilweise trägt auch dieselbe Sanduhrtrommel je nach Region einen anderen Namen.

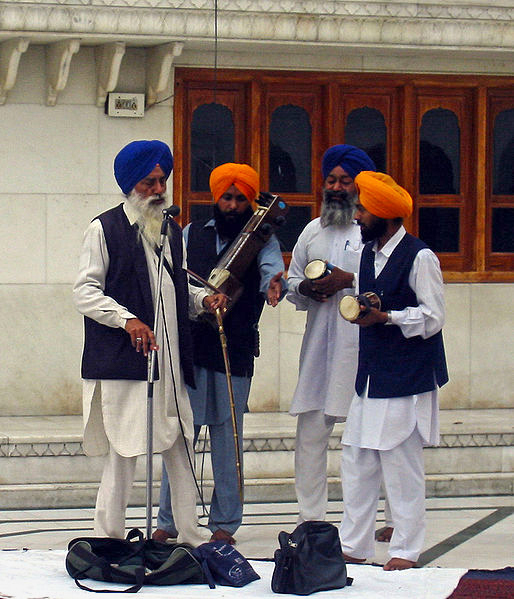
Dhadi jatha, eine Gruppe von vier Sikh-Musikern mit einer sarangi und zwei dhadd im Goldenen Tempel von Amritsar

Im Punjab ist dhadd (auch dhad) eine kleine hölzerne, mit der Hand geschlagene Sanduhrtrommel, die Mitglieder einer Dhadi genannten Musikerkaste zur Begleitung religiöser Gesänge verwenden. Dhadis sind Sikh-Musiker, deren Tradition bis in die Zeit der ersten Sikh-Gurus (ab Ende 15. Jahrhundert) zurückreicht. Anfangs waren sie Muslime, die sich ab dem 18. Jahrhundert auf der afghanischen Zupflaute rubāb begleiteten. Sie besangen die Heldentaten der alten Krieger; ihr heutiges Repertoire umfasst außer den religiösen Liedern (kirtan) auch unterhaltende Volkserzählungen. In der gängigen Besetzung als dhadi jatha spielt ein Mitglied das Streichinstrument sarangi, zwei schlagen den Rhythmus mit dhadds und einer fungiert als Geschichtenerzähler.

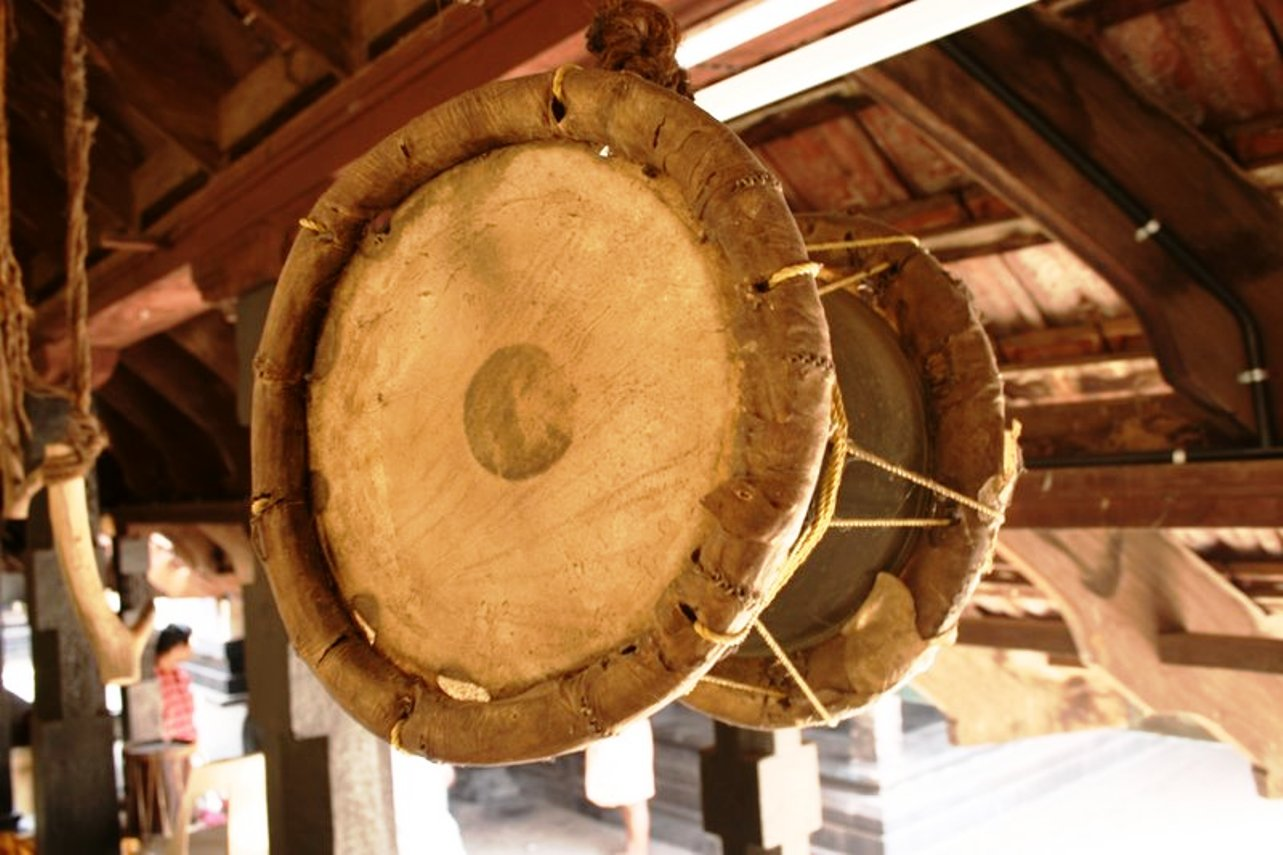
Thudi in einem Tempel in Kerala

Die kleinen damaru-Typen heißen in Südindien budbudke oder kudukuduppe. Nach ihrer Verwendung durch bettelnde Straßenmusiker, die einen Affen an der Leine hinter sich herziehen, sind es „Affentrommeln“. Die Schausteller gehören in Nord- und Zentralindien zur randständigen Kaste der Madari oder Kalandar, von denen einige Mitglieder trotz des Verbots von 1998 auch noch Tanzbären herzeigen. Die Affen- oder Bärenhalter singen oder erzählen Geschichten, während sie die Rasseltrommel schütteln. Zum reichhaltigen Instrumentarium der südindischen Straßenmusiker gehören ferner die einsaitige Zupflaute ekanada, eine einsaitige Fidel mit einer Kokosschale als Resonanzkörper, das Blasinstrument pungi sowie verschiedenartige Trommeln und Handklappern. Zur Begleitung von Volkstänzen wird in den südindischen Bundesstaaten Karnataka und Kerala zusammen mit dem Blasinstrument cheeni die kleine Sanduhrtrommel thudi (oder tudi) gespielt, die besonders bei den Adivasis in den Dörfern der Nilgiri-Bergen beliebt ist.
Nach ihrer Bauform und musikalischen Verwendung ist die ausgereifteste indische Sanduhrtrommel die idakka, die in Kerala bei hinduistischen Prozessionen und bei Festen innerhalb des Tempelgeländes gespielt wird. Die beiden Membranen sind nicht direkt über die Kante gebogen und verspannt, sondern auf Holzringe geklebt, die den doppelten Durchmesser der Korpusöffnung besitzen. Die so gebildeten Membranscheiben liegen lose auf dem Trommelkörper und werden nur durch ihre gegenseitige Verschnürung in ihrer Lage fixiert. Durch die labile Konstruktion kann der Spieler die Membranspannung in einem weiten Bereich variieren und so Trommelschläge in einen Tonumfang von über zwei Oktaven erzeugen. Die idakka gilt in Kerala deshalb als Melodieinstrument. Breite, über den Korpusrand hinausragende Membranringe sind nicht nur für südindische Sanduhrtrommeln, sondern auch für Zylindertrommeln wie die chenda in Kerala und die chande in Karnataka charakteristisch. Die idakka gilt als göttliches Musikinstrument und ist auf zahlreichen Tempelreliefs abgebildet.
Im Trommelorchester Panchavadyam („Fünf Musikinstrumente“) spielen neben der idakka die hölzerne Sanduhrtrommel timila, die größere zweifellige Fasstrommel madhalam, ebenfalls aus Holz und die kleinen Bronzepaarbecken elathalam mit dem einzigen Blasinstrument, der gebogenen Naturtrompete kombu zusammen. Die timilia ist eine schlanke, knapp 90 Zentimeter lange Sanduhrtrommel, deren Membranen aus Kalbshaut auf einen Bambusring aufgezogen sind. Sie hängt dem stehenden Musiker an einem Riemen von der rechten Schulter und wird mit beiden Händen auf dem nach vorn ragenden Trommelfell geschlagen. Ihre Spielweise ähnelt afrikanischen Trommeln.

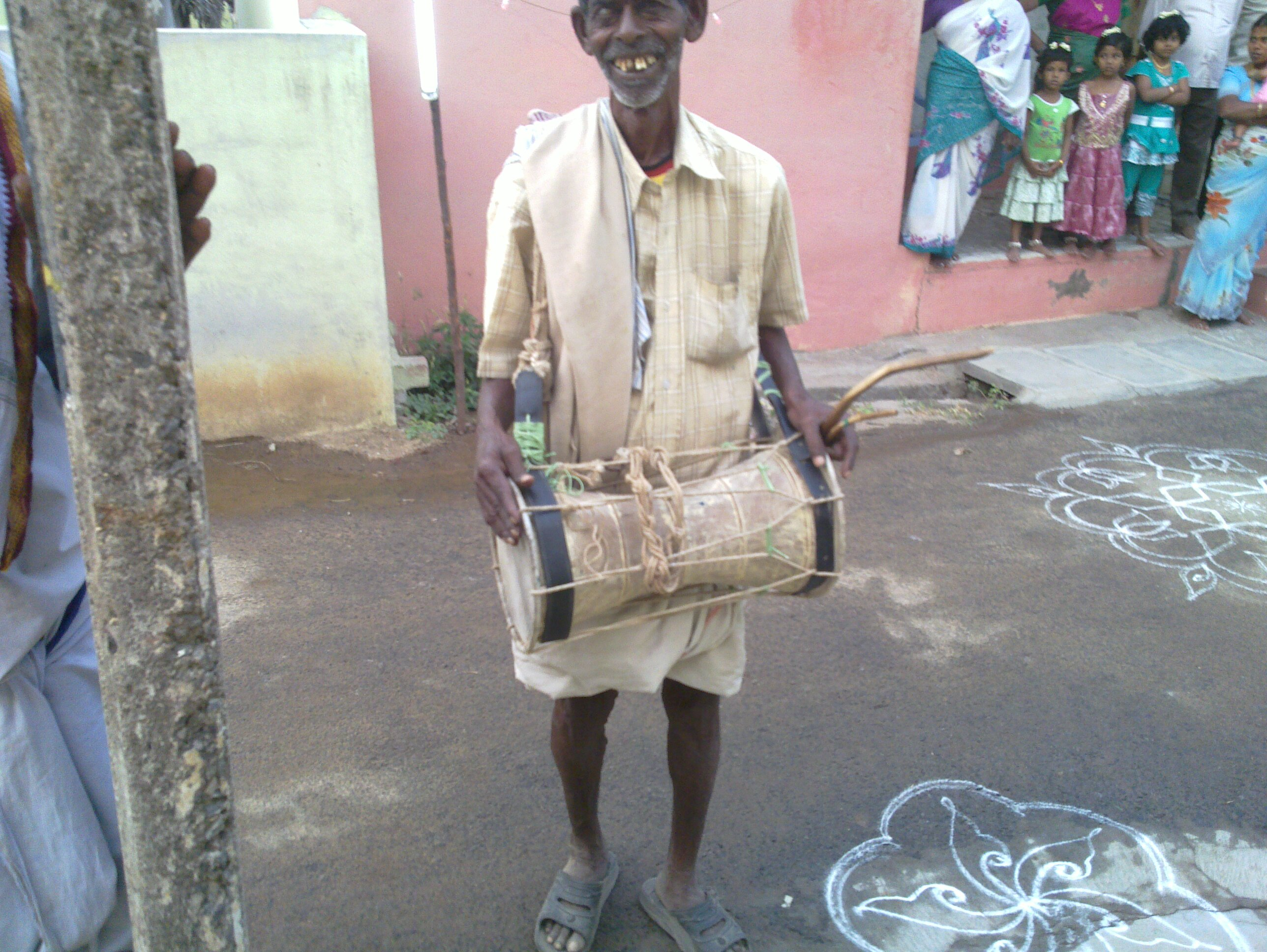
Blinder Straßenmusiker mit einer urumi in Tamil Nadu. Auf der Straße Reismehlornamente (kolam)

Die urumi ist eine beidseitig mit gebogenen Stöckchen geschlagene Sanduhrtrommel in Tamil Nadu, die nach dem Volksglauben mancher Kasten magische Fähigkeiten besitzt. Nur bei Beerdigungen spielt ein Urumi-Ensemble (tamil urumi melam), das aus dem Doppelrohrblattinstrument nadaswaram, dem Zylindertrommelpaar pambai und urumi besteht. Für die Telugu sprechende Gruppe der Kampalattar Nāyakar treten die Musiker zur Begleitung von Gruppentänzen mit zwei bis drei urumis auf. Die Tänzer selbst spielen dazu den Bronzegong cekanti und die Rahmentrommel cēvai palakai.
Die Trommeln und übrigen Musikinstrumente Sri Lankas haben fast alle ihre Vorbilder in Indien. Das Kesseltrommelpaar tamattama entspricht dem weitverbreiteten Typ der naqqaras, die Fasstrommel geta bera verweist in Form und Spielweise auf die südindische mridangam, die Rahmentrommel rabana ist bis zu den Malaiischen Inseln unter diesem Namen (rebana) bekannt und die kleine Sanduhrtrommel udekki (uddeukei oder udekkiya) entspricht den südindischen Typen. Ihr gedrechselter hölzerner Korpus ist in farbigen Streifen bemalt.
Auf der zu Frankreich gehörenden Insel Réunion im Indischen Ozean haben hinduistische Tamilen, deren Vorfahren im 18. Jahrhundert als Sklaven für die Zuckerrohrplantagen hergebracht wurden, einen besonderen Musikstil bewahrt, den sie an den Tempeln praktizieren, die in den Plantagen an der Küste liegen. Die verwendeten Trommeln und Perkussionsinstrumente gehören zur Tradition der dörflichen Musik Südindiens. Beim großen Jahresfest Pandyale mit Feuerlauf spielt das Ensemble die einfellige Trommel śakti, die Rahmentrommel tapou und manchmal die Sanduhrtrommel ulké (auch bobine). Der Priester tritt mit der Sanduhrtrommel in direkten Kontakt mit den Göttinnen Mariyamman, Draupadi oder Kaliami. Jedem Tempelritual und der Anrufung einer bestimmten Gottheit entspricht eine eigene rhythmische Struktur der Trommelmusik, die ständig wiederholt wird. Die Gottheit nimmt die Botschaft nach dem Verständnis der Gläubigen deutlicher wahr, wenn intensiver getrommelt wird. Im Unterschied zur sonst in der indischen Musik üblichen Improvisation müssen daher hier alle Trommler im selben Rhythmus spielen.

### Ostasien

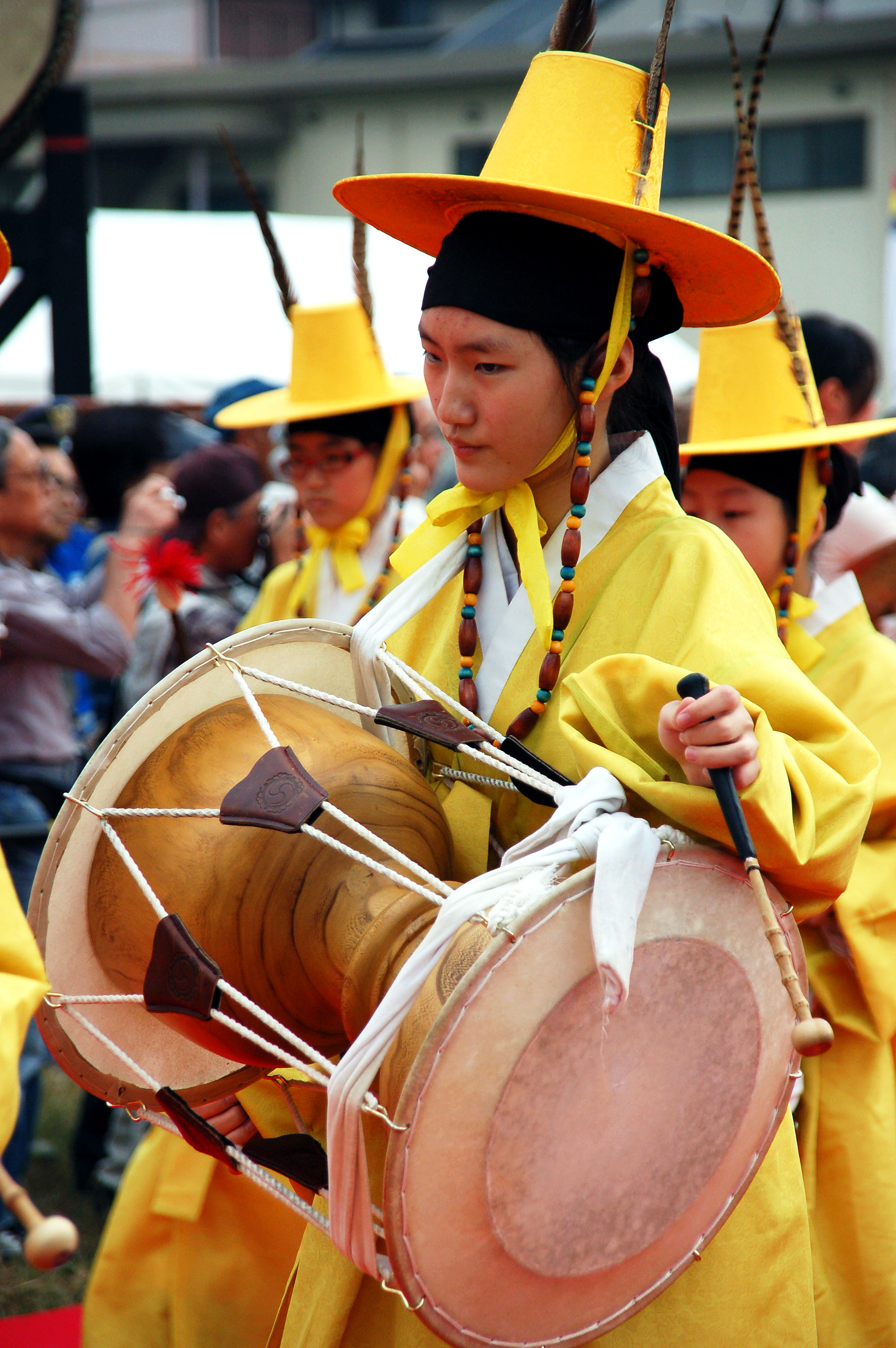
Prozession in Korea mit einer janggu

Die in China, Korea und Japan bekannten Sanduhrtrommeln entsprechen in ihrer Bauform und religiösen Bedeutung dem Typus der indischen idakka mit Membranringen. Vermutlich gelangten Sanduhrtrommeln mit der Ausbreitung des Buddhismus in den Jahrhunderten um die Zeitenwende von Indien über den Himalaya nach China und weiter nach Korea und Japan. Ihre frühesten Abbildungen in dieser Region stehen alle im Zusammenhang mit buddhistischen Kulten. Ab der Jin-Dynastie (265–420) unterscheiden chinesische Quellen zwischen eigener Musik und solcher, die auf Musikinstrumenten gespielt wurde, die von westlichen Fremdvölkern (hu-yüeh) importiert waren. Die Musik aus dem Westen gelangte vermutlich über die zentralasiatische Region Kuqa (damals Chiu-tzu) im Tarimbecken nach China. Kuqa lag an der späteren Seidenstraße und bildete das Zentrum der zentralasiatischen Musikkultur. Die früheste, jedoch nur als Ursprungserzählung zu bewertende Zeitangabe für die Ankunft fremder Musik stellt das Jahr 126 v. Chr. dar, als der chinesische Gesandte Zhang Qian (195–114 v. Chr.) nach langen Reisen und Gefangenschaft aus Zentralasien zurückkehrte und von seinen Erfahrungen berichtete. Zu diesen bis zum 5. Jahrhundert eingewanderten Instrumenten rechneten die Chinesen die Schalenhalslaute pipa, die auf den iranischen barbat zurückgeht, das Blasinstrument bill, die Harfe konghou und die Sanduhrtrommel jiegu (chiehgu). Die damals weit verbreitete jiegu besaß eine Schnurverspannung und wurde mit Stöcken geschlagen. Der Weg vom Iranischen Hochland nach China führte über das graeco-buddhistische Reich von Gandhara.
Im 4. Jahrhundert wurden die beiden Sanduhrtrommeln dutango und maoyuangu aus Indien eingeführt, die während der Sui-Dynastie (581–618) und der Tang-Dynastie (618–907) beliebt waren, wie Abbildungen in mehreren Höhlen zeigen. In der Tang-Dynastie gab es die Musikschule „Ewiger Frühlingsgarten“, in der vor allem Frauen unterrichtet wurden. Ein mit „Ming-huang hört Musik“ betiteltes Bild zeigt eines der zu dieser Zeit beliebten Frauenorchester mit verschiedenen Saiten- und Blasinstrumenten, Mundorgel (sheng), Sanduhrtrommel (jiegu), einer großen Trommel und Klappern. Mit Ming-huang war der Tang-Kaiser Xuanzong (reg. 712–756) gemeint, der selbst Stücke komponierte, unter anderem für die aus dem Westen eingeführte Sanduhrtrommel. Die chinesischen Sanduhrtrommeln sind heute verschwunden.
Die frühesten Abbildungen einer Sanduhrtrommel in Korea sind auf der Tempelglocke des Sangwongsa-Tempels im Landkreis Pyeongchang in Südkorea erhalten, der in der Silla-Periode (57 v. Chr. – 935 n. Chr.) erbaut wurde, und auf einem Wandbild in den Goguryeo-Gräbern (5./6. Jahrhundert). Eine Bronzefigur aus dem 7. Jahrhundert stellt einen Trommelspieler dar. Aus der Frühzeit des Goryeo-Reiches (10.–14. Jahrhundert) stammen einige sanduhrförmige Tontrommeln, die bei archäologischen Grabungen gefunden wurden. Die janggu (changgo) ist die bekannteste koreanische Trommel und gehört zusammen mit Wölbbrettzithern zu den aus China eingeführten Instrumenten, die in Korea eine eigene Ausformung nach den Bedürfnissen der koreanischen Musikstile erhalten haben. Diese werden grob in einheimische volkstümliche Musik und höfische, von China beeinflusste Musik unterteilt. Die janggu sorgt in jedem koreanischen Musikstil mit Ausnahme des epischen Gesangs Pansori für eine komplexe rhythmische Struktur (changdan, aus chang, „lang“ und tan, „kurz“). Mit dem Schlägel in der rechten Hand produziert der Spieler die rhythmisch prägenden Schläge, die in der Fellmitte tief und am Rand hoch klingen. Mit der linken Handfläche oder mit einem Stöckchen fügt er ergänzende tiefe Schläge in der Fellmitte hinzu. Da sie Zeitmaß und Akzentuierungen vorgibt, kommt in praktisch jedem Ensemble nur eine janggu vor.

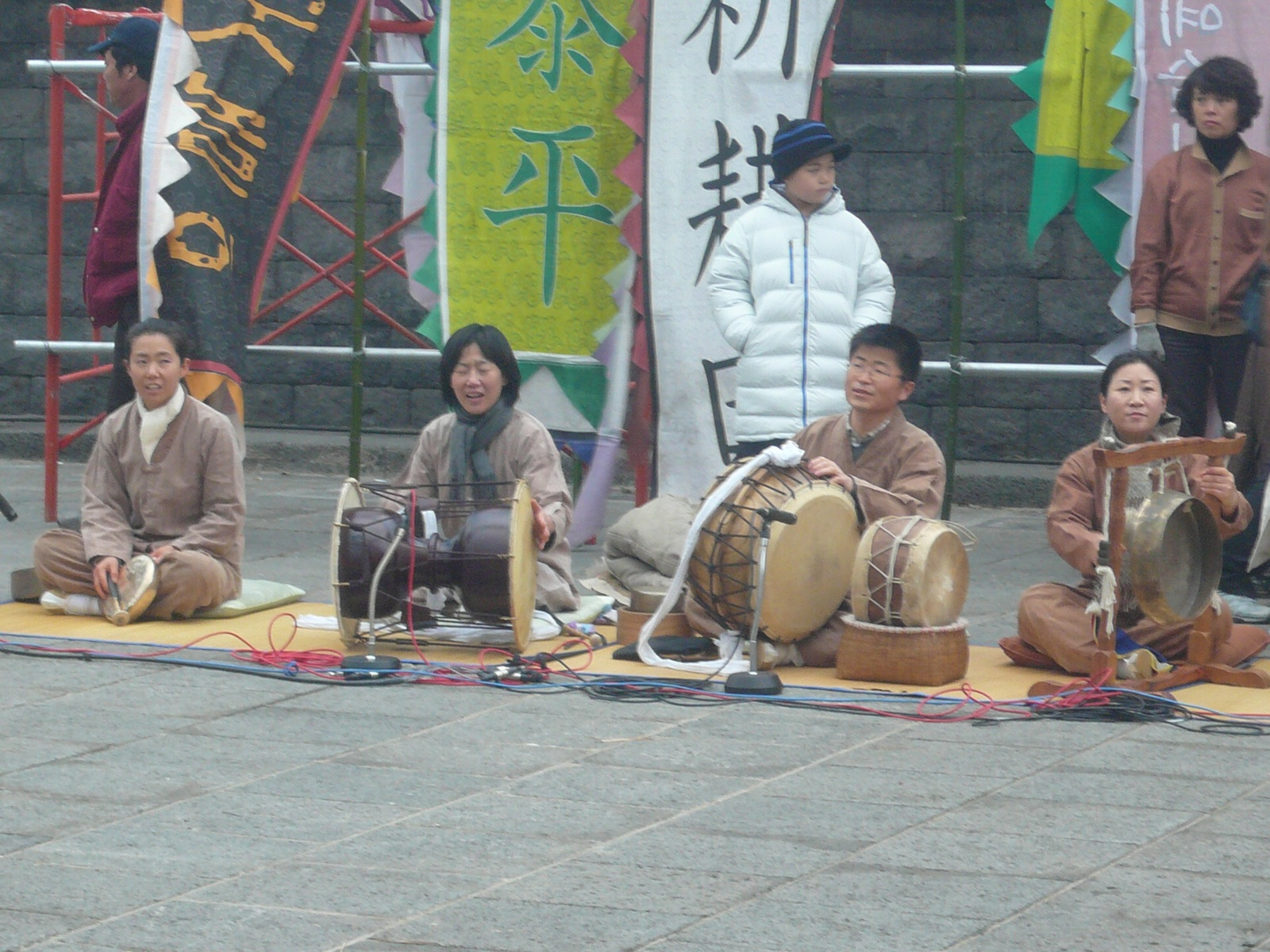
Bäuerliche Volksmusik Nongak. Von links nach rechts: Gong kkwaenggwari, Sanduhrtrommel janggu, Fasstrommel buk und Gong jing

Aus der bäuerlichen Tradition stammt der P'ungmul Nori (auch Nongak), ein Stil, der für Volkstheater, Tänze und weltliche Lieder charakteristisch ist. Wie beim Samulnori stehen Perkussionsinstrumente im Mittelpunkt. Die beiden Ensembles werden von einem Spieler mit einem kleinen flachen Messinggong (kkwaenggwari oder soe) angeführt. Hinzu gesellen sich große Gongs (jing), kleine Fasstrommel buk und janggu. Zwei Melodieinstrumente kommen zum Einsatz: Eine gerade Naturtrompete (nabal, nap'al, oder kodong) aus Messing oder Holz eröffnet die Aufführung, danach improvisieren entweder das lange Doppelrohrblattinstrument taepyeongso oder die kürzere soenap (entspricht der chinesischen suona) die Melodielinie.
Sinawi ist ein koreanischer Instrumentalstil, der seinen Ursprung im Schamanismus hat. Er wird mit einem Solo-Melodieinstrument, etwa der Wölbbrettzither ajaeng und mit einer janggu oder von einem Ensemble vorgetragen. Zur Begleitung schamanistischer Rituale besteht das Ensemble aus einer janggu, einem großen Gong (jing), einem kleinen Doppelrohrblattinstrument (piri), der langen Querflöte (daegeum), der zweisaitigen Röhrenspießgeige haegeum und gelegentlich der Fasstrommel buk. Rhythmische Grundlage bilden auch hier die Improvisationen auf der janggu, die sich nach der über einen langen Zeitraum entwickelnden Melodielinie richten.

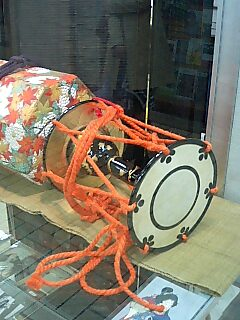
Japanische tsuzumi

Eine weitere koreanische Trommel, deren Membranen wie bei der janggu über Ringe gespannt und miteinander verschnürt sind, die jedoch einen zylindrischen Korpus besitzt, heißt galgo. Ihr form- und namensverwandtes Gegenstück in Japan ist die kakko. Der koreanischen janggu entspricht in Japan die tsuzumi (san-no-tsuzumi). Wie in Korea übernimmt die tsuzumi die Führungsrolle in zahlreichen japanischen Musikstilen, einschließlich der höfischen koreanischen Musik komagaku, einer Form der Gagaku-Musik, die nur Perkussions- und Blasinstrumente verwendet. Die tsuzumi wird auch im Theater Kabuki zur Gesangs- und Tanzbegleitung gespielt und im Nō zusammen mit der großen Fasstrommel taiko.
Tsuzumi bezeichnet mit den Händen geschlagene Sanduhrtrommel. Hierin werden die beiden Typen ko-tsuzumi und o-tsuzumi unterschieden. Das bei der ko-tsuzumi verwendete Holz wird nach bestimmten rituellen Vorschriften sorgfältig ausgewählt, innen ausgehöhlt, in Form eines Doppelkelchs gedrechselt und geschliffen. Das Holz erhält eine Oberfläche aus schwarzem Glanzlack mit goldenen Verzierungen. Die beiden Membranen aus Pferdehaut werden über Eisenringe gespannt, wobei eine Seite mit einer weiteren Haut unterlegt wird. Eine W-förmige Verspannung aus einer dicken Schnur hält beide Membranen in Position. Der Musiker nimmt die ko-tsuzumi unter seinen linken Oberarm und drückt mit der linken Hand die Verspannung, um die Tonhöhe abzuändern. Für die größere o-tsuzumi gibt man sich bei der Holzauswahl und beim Bau etwas weniger Mühe. Ringförmige Muster verzieren ihren Korpus, die Membranen bestehen aus Kuhhaut. Der Musiker hält diese Trommel, die im Zusammenspiel mit der ko-tsuzumi als zweitrangig gilt, quer auf seinem linken Oberschenkel.
In Südostasien sind Sanduhrtrommeln heute unbekannt. Sie kamen jedoch mit der Ausbreitung der indischen Kultur im 1. Jahrtausend nach Kambodscha und wurden zumindest für eine kurze Zeit im Khmer-Reich gespielt. Nur ein Relief am Anfang des 12. Jahrhunderts erbauten Angkor Wat zeigt eine Sanduhrtrommel, deren Form und Spielweise einer idakka entspricht, wie sie auch um diese Zeit am Sonnentempel von Konark abgebildet ist.

### Melanesien, Mikronesien

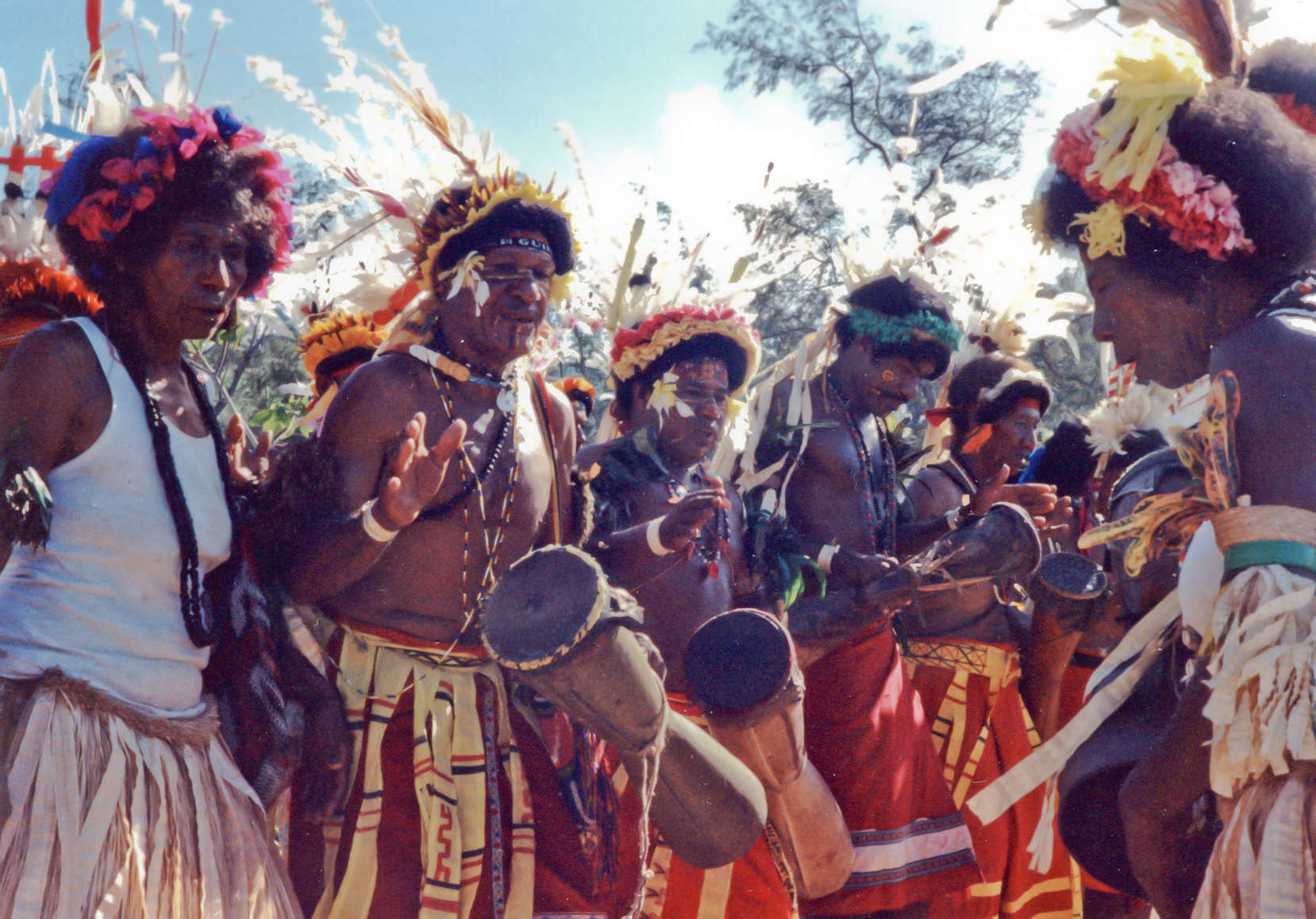
Kundu-Trommler bei Port Moresby in Papua-Neuguinea

In der traditionellen Musik Neuguineas sind Membrantrommeln typischerweise sanduhrförmig und ebenso weit verbreitet wie Schlitztrommeln. Sanduhrtrommeln werden aus einem bis zu einem Meter langen Holzstamm gefertigt, dessen Inneres herausgeschält und ausgebrannt wird. Die Enddurchmesser betragen 12 bis 15 Zentimeter und werden mit der Haut einer Eidechse oder eines anderen kleinen Tieres bespannt. Nur Männer spielen Sanduhrtrommeln. Um die Membran zu straffen kleben sie in der Mitte Flecken aus Wachs auf.
Im zentralen Hochland schlagen die Musiker Sanduhrtrommeln (Tok Pisin kundu) zur Begleitung von Männern und Frauen, die sich im Kreis bewegen und Wechselgesänge vortragen. Einige Ethnien stellen keine Sanduhrtrommeln her, sondern beziehen sie im Tauschhandel. Einige kundu des zentralen Hochlandes besitzen im Unterschied zu den Instrumenten der Küstenregionen keine seitlich abstehenden Tragehenkel, sondern nur eine Schnurschlinge, mit der sie beim Spiel gehalten werden. Die untere Hälfte der Trommeln kann mit Kerbschnitzereien verziert sein, die Vertiefungen werden mit Erdfarben ausgemalt. Früher wurden die kundu vor jedem rituellen Gebrauch mit Schweinefett eingerieben, was als Akt der Erneuerung ihrer magischen Kräfte galt. In der Southern Highlands Province heißen die Sanduhrtrommeln tabage. Sie werden mit der linken Hand gehalten und mit der rechten Handfläche geschlagen. Die dindanao tabage ist eine besondere Trommel und darf nur von männlichen Geisterbeschwörern geschlagen werden. Beim entsprechenden Ritual bewegen sich zwei bis drei Geisterbeschwörer mit langen Röcken und Federschmuck um ein Feuer während sie trommeln. Ihr komisches Aussehen soll die Geister zum Lachen und damit leichter zum Verschwinden bringen. Sanduhrförmig sind auch die beidseitig offenen Wassertrommeln.
Auf den Salomonen östlich von Neuguinea kommt die kundu nicht vor. Auf einigen melanesischen und mikronesischen Inseln gab es noch Anfang des 19. Jahrhunderts einen einzigen Trommeltyp: eine einfellige sanduhrförmige Trommel, die auf den östlichen Karolinen nur von Männern und auf den angrenzenden Marshallinseln nur von Frauen gespielt wurde. Von dort gelangte offensichtlich im 19. Jahrhundert die Sanduhrtrommel asig zur Insel Kosrae. Auf den Marshallinseln hieß diese zur Tanzbegleitung gespielte Trommel aje, die einzigen anderen Musikinstrumente waren das Schneckenhorn jilel und diverse Schlagstäbe. Die bis um 1900 gespielte aje war 60 bis 80 Zentimeter lang und bestand als hartem lukwej-Holz (Calophyllum inophyllum) mit einer Membran aus Haifischmagensack. Nur ein Exemplar ist im Alele-Museum von Uliga verblieben.

### Afrika

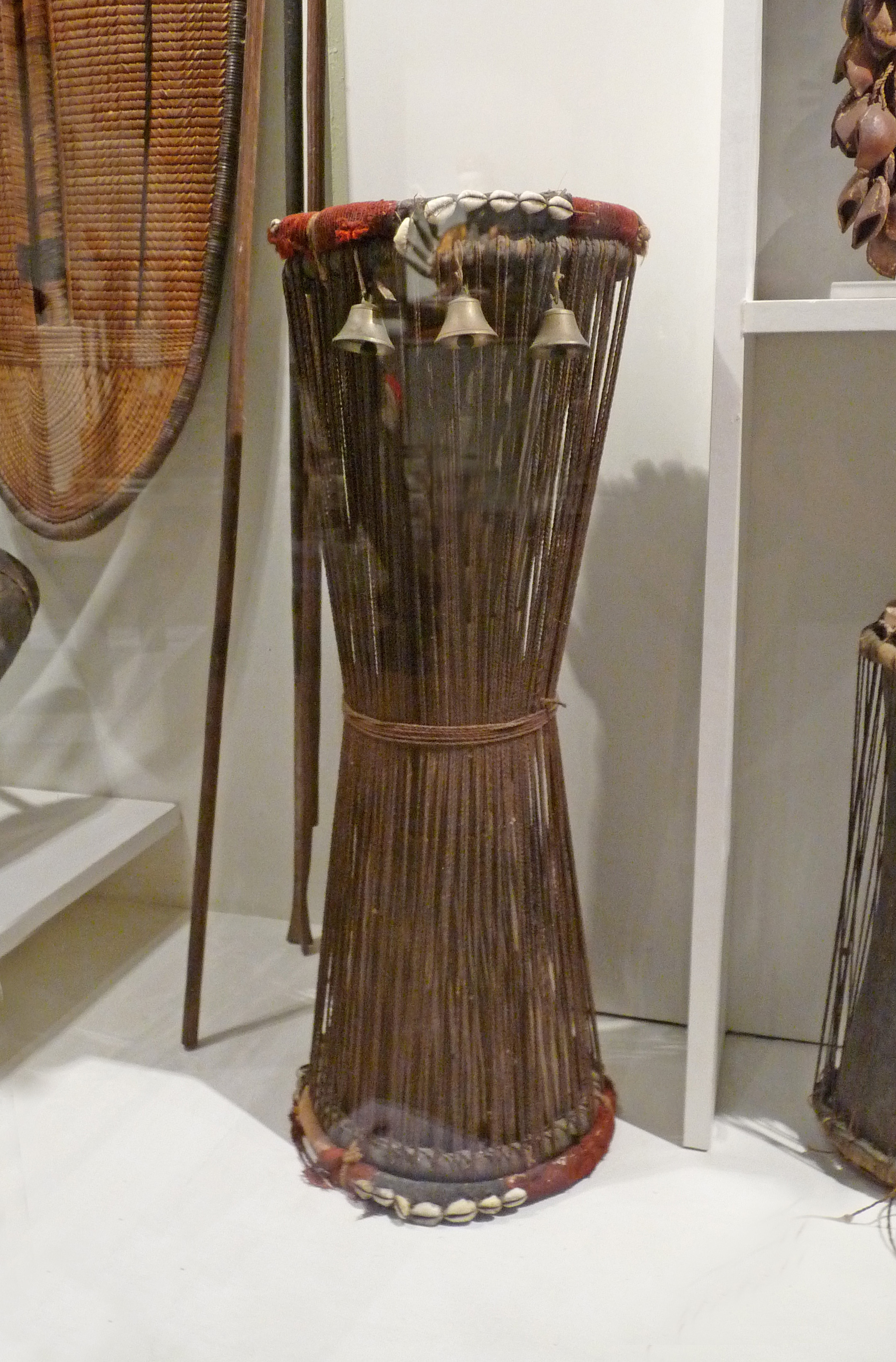
Senegalesische tama. Mit dem Querband wird die Tonhöhe eingestellt. Musée Barrois in Bar-le-Duc, Frankreich

Afrikanische Holztrommeln sind große stehende Bechertrommeln oder an einem Gurt um die Schulter hängende fassförmige oder zylindrische Röhrentrommeln. Daneben kommen einige zweifellige Sanduhrtrommeln vor, die nach ihrem ursprünglichen Verwendungszweck als Sprechtrommeln (talking drum) klassifiziert werden. Die Yoruba nennen eine solche Trommel, die für sie eine identitätsstiftende kulturelle Bedeutung besitzt, dundun. Um die drei Tonstufen der Yoruba-Sprache nachzubilden, nimmt der Spieler die dundun unter die linke Armbeuge und presst die Spannschnüre bevor- oder während er mit der rechten Hand die Membran schlägt. Er erzeugt so unterscheidbare Halbtonintervalle und Glissandi. Das Dundun-Ensemble der Yoruba besteht aus vier unterschiedlich großen Sanduhrtrommeln und einer kleinen Kesseltrommel mit dem lautmalerischen Namen gudugudu. Die größte Sanduhrtrommel mit einem Tonumfang bis zu einer Oktave übernimmt die Führungsrolle. Sie heißt iya ilu. („Mutter“, iya. „der Trommel“, ilu). Bei den drei anderen Sanduhrtrommeln ist die Tonhöhe durch eine quer um die Taille gebundene Schnur bestimmt. Die iya ilu kann gelegentlich mit den Händen geschlagen werden, ansonsten werden für alle dunduns gekrümmte Schlägel verwendet. Die mit zwei Lederschlägeln gespielte Kesseltrommel soll den Grundtakt in schnellem Tempo weiter unterteilen.
In Westafrika ist die unter dem Arm gehaltene Sanduhrtrommel tama seit dem 14. Jahrhundert bekannt. Vermutlich gehörte eine Trommel früher ebenso zu den Begleitinstrumenten der Geschichtenerzähler und Sänger (Griots) wie heute etwa die Stegharfe kora. Die tama zählt wegen ihrer spieltechnischen Möglichkeiten zu den Sprechtrommeln. Sie ist das unverzichtbare, den schnellen Rhythmus vorwärtstreibende Instrument im Mbalax, einer besonders von den Wolof gepflegten, im Senegal und in Gambia populären Musikrichtung. Im Senegal bestimmt das sabar-Ensemble der Wolof den Stil der Trommelmusik. Alle in diesem Ensemble verwendeten Trommeltypen sind einfellig und werden mit einer Hand und einem langen Stock in der anderen Hand gespielt. Im Unterschied zu anderen westafrikanischen Trommelensembles kommen im sabar keine Takt gebenden Glocken (gankogui) oder Rasseln vor.
Weitere zweifellige Sanduhrtrommeln heißen bei den Hausa in Nigeria und im Niger jauje und dan kar'bi. Die erstgenannte gehörte wie die Metalltrompete kakaki zum Bereich der Herrscherhäuser, die zweite dient traditionell eher der Unterhaltung. Die bekannteste Sanduhrtrommel mit variabler Schnurspannung bei den Hausa ist die kalangu. Früher gehörte sie ausschließlich zum Umfeld der Metzger, die auf den Märkten ihre Ware mit Trommelschlägen anpriesen. Heute wird sie von jugendlichen Amateuren und von Berufsmusikern bei Familienfeiern und zur Unterhaltung während der Feldarbeit verwendet. In manchen Gebieten spielt sie zusammen mit der einsaitigen Fidel goge und perkussiv eingesetzten Kalebassenhalbschalen (kwarya) in der Musikgruppe des Bori-Besessenheitskults.
Die kalangu der Hausa kommt im Norden Ghanas und in Burkina Faso unter dem Namen lunga vor. Hier trommeln Griots mit dieser Sprechtrommel Textzeilen im Wechsel mit ihrem Liedgesang. Die nordghanesischen Dagomba spielen die lunga mit einer zweifelligen Zylindertrommel zusammen, die weiter nördlich siedelnden Mossi verwenden zur lunga eine aus einer großen Kalebasse bestehende Kesseltrommel namens bendre oder binha. Zum Hoforchester des traditionellen Herrschers (naaba) der Mossi gehören beispielsweise zwei lunga, vier zweifellige Röhrentrommeln gangado und sechs Kesseltrommeln binha.
Doodo ist eine zweifellige Sanduhrtrommel bei den Songhai, donno eine ebensolche der Akan mit einer dichten parallelen Verschnürung. Die Akan haben sie aus dem Norden importiert. Eine einfellige Sanduhrtrommel nennen die Fulbe kootsoo. Die Hausa übernahmen diese Herrschertrommel von den Fulbe unter dem Namen kotso. Die Sanduhrtrommel der Dogon, gomboy, scheint importiert im Unterschied zur einheimischen Zylindertrommel boy na oder boy dagi. Die Kassena im Norden Ghanas spielen die etwa 50 Zentimeter lange und 20 Zentimeter dicke gungona zur Tanz- und Liedbegleitung. Der Spieler hält sie wie allgemein unter dem linken Arm und kann höhere Töne produzieren, wenn er die Verschnürung presst. Bei vielen westafrikanischen Völkern gehörten Sanduhrtrommeln, Kesseltrommeln und lange Metalltrompeten zu den Insignien lokaler Herrscher.
Die mukupela ist eine große, waagrecht im Sitzen auf den Knien gespielte Trommel aus einem leicht taillierten Stammabschnitt. Sie kommt bei den Luba, Lunda und Chokwe in Sambia und Angola vor. Museale Exemplare sind reich mit geometrischen Kerbschnitzereien verziert und teilweise im mittleren Bereich mit Ösen oder Henkeln versehen. Sie besitzt keine Schnurverspannung. Die beiden Membranen werden einige Zentimeter über den Rand gezogen und dort festgenagelt oder mit einem Schnurring festgebunden. Die mit den Händen geschlagene mukupela gehört traditionell zu den geachteten Herrschertrommeln.
In die afro-kubanische Musik der Karibik brachten aus Nigeria stammende Yoruba die Batá-Trommeln, die in der Kultmusik der Santería-Religion und bei anderen Ritualen eingesetzt werden. Batás sind konische, leicht taillierte Röhrentrommeln, die in unterschiedlichen Kombinationen verwendet werden, wobei wie im Dundun-Ensemble die führende Trommel iya ila heißt. Die Gottheiten (Orishas) lassen sich durch zwei unterschiedliche sakrale Musikstile anrufen. Beim Güemilere agiert ein Ensemble mit drei batás. Der Batá-Rumba ist eine Mischform des beliebten afro-kubanischen Tanzmusikstils mit den Rhythmen der sakralen Batá-Trommeln.